# Sesto Rocchi
Sesto Rocchi (San Polo d'Enza, 4 ottobre 1909 – Reggio Emilia, 20 luglio 1991) è stato un liutaio italiano.

## Biografia
Ha iniziato la sua formazione alla Scuola di Liuteria del Conservatorio di Parma, sotto la guida di Gaetano Sgarabotto. Dopo sei anni, si è trasferito a Milano per perfezionarsi con il maestro liutaio Leandro Bisiach, nel cui laboratorio ha potuto non solo costruire parecchi violini  ma anche studiare la costruzione di violini antichi, il che gli sarebbe stato di grande utilità nella sua attività indipendente.
I suoi violini gli hanno permesso di ricevere numerosissimi riconoscimenti internazionali. Nel 1980 è stato nominato curatore del violino di Paganini detto Cannone, opera del famoso liutaio Guarneri del Gesù.
Ha fabbricato almeno dieci quartetti completi, nonché numerosi strumenti singoli, spesso ispirati ai modelli antichi.